# No thanks!
No thanks!是Amigo Spiele发行的卡牌游戏。

## 组成
- 33张数字牌，从3到35每种1张。
- 55枚筹码。

## 游戏规则

### 游戏准备
1. 每个人获得11枚筹码（6人游戏时，9枚；7人游戏时，7枚）。
2. 洗混牌堆，移除9张牌。
- 部分规则中，每个人获得1张被移除的牌，不用公示。

3. 翻开1张牌。
从第一个人开始依次进行回合。

### 回合
一个回合可以选择2种操作：
1. 获得桌上的那张牌和其上的所有筹码；翻开1张新牌。
2. 在桌上的那张牌上放上一个筹码（以避免拿牌）。

当最后一张牌被获得时，游戏结束，进入结算阶段。

### 结算
遵循以下规则进行结算：
1. 如果有点数连续的数张牌，只计算这些牌里数字最小的1张。
2. 单张牌单独计算，得分即牌分。
3. 每个筹码计-1分。

以下是一个3人游戏的示范：
- 3 6 10-11-12 15 17-18 33, 5枚筹码
  - 得分为3+6+10+15+17+33-5 = 78
- 4-5 13 27-28-29-30-31-32, 20枚筹码
  - 得分为4+13+27-20 = 24
- 8 20 22-23-24 26, 8枚筹码
  - 得分为8+20+22+26-8 = 68

最后点数最低的玩家获得胜利，即上述例子的第二位玩家。